# Huperzia galapagensis
Huperzia galapagensis là một loài thực vật có mạch trong Họ Thạch tùng. Loài này được (O. Hamann) Holub mô tả khoa học đầu tiên năm 1985.